# Gladys Tejeda
Gladys Lucy Tejeda Pucuhuaranga (Jauja, 30 settembre 1985) è una maratoneta peruviana.

## Biografia
Nata non lontano dal lago Junín, Tejeda è l'ultima di 9 fratelli,, cresciuta praticando numerosi sport, si è concentrata soprattutto sulla corsa campestre. Dopo alcune competizioni locali, abbraccia la carriera sportiva solamente all'età di 24 anni, dopo essersi laureata come insegnante di scuola primaria, partecipando e vincendo alla Mezza maratona di Lima. Ha debuttato internazionalmente nel 2010, partecipando ai Campionati del mondo di mezza maratona di Nanning, per poi far decollare la sua carriera partecipando ai Giochi panamericani in Messico vincendo un bronzo. Successivamente ai Giochi panamericani conquisterà un oro a Toronto nel 2015 (successivamente perso per positività al test anti-doping) e poi nel 2019 quella in casa, in Perù, stabilendo anche un record nella competizione. Nel corso della sua carriera ha preso parte, tra le tante competizioni, ai Giochi olimpici a Londra 2012 e a Rio de Janeiro 2016.

## Palmarès
| Anno | Manifestazione                            | Sede           | Evento         | Risultato | Prestazione | Note                                     |
| ---- | ----------------------------------------- | -------------- | -------------- | --------- | ----------- | ---------------------------------------- |
| 2010 | Campionati sudamericani di mezza maratona | Lima           | Mezza maratona | Argento   | 1h13'53"    |                                          |
| 2010 | Mondiali di mezza maratona                | Nanning        | Corsa seniores | 21ª       | 1h13'46"    |                                          |
| 2011 | Giochi panamericani                       | Guadalajara    | Maratona       | Bronzo    | 2h42'09"    |                                          |
| 2012 | Giochi olimpici                           | Londra         | Maratona       | 42ª       | 2h32'07"    |                                          |
| 2013 | Campionati sudamericani                   | Cartagena      | 5000 m piani   | Argento   | 16'19"39    |                                          |
| 2013 | Giochi bolivariani                        | Trujillo       | Mezza maratona | Oro       | 1h12'53"    |                                          |
| 2014 | Mondiali di mezza maratona                | Copenaghen     | Corsa seniores | 26ª       | 1h11'24"    |                                          |
| 2015 | Campionati di cross                       | Guiyang        | Corsa seniores | 21ª       | 28'22"      |                                          |
| 2015 | Giochi panamericani                       | Toronto        | Maratona       | dq        | dq          | [ 8 ]                                    |
| 2016 | Mondiali di mezza maratona                | Cardiff        | Corsa seniores | 9ª        | 1h10'14"    |                                          |
| 2016 | Giochi olimpici                           | Rio de Janeiro | Maratona       | 15ª       | 2h29'55"    |                                          |
| 2017 | Mondiali di cross                         | Kampala        | Corsa seniores | 33ª       | 35'24"      |                                          |
| 2017 | Giochi bolivariani                        | Santa Marta    | Mezza maratona | Oro       | 1h14'55"    |                                          |
| 2018 | Mondiali di mezza maratona                | Valencia       | Corsa seniores | 29ª       | 1h11'52"    |                                          |
| 2018 | Giochi sudamericani                       | Cochabamba     | 10000 m piani  | Argento   | 35'59"45    |                                          |
| 2019 | Mondiali di cross                         | Aarhus         | Corsa seniores | 40ª       | 39'27"      |                                          |
| 2019 | Giochi panamericani                       | Lima           | Maratona       | Oro       | 2h30'55"    | Record dei Giochi                        |
| 2021 | Giochi olimpici                           | Tokyo          | Maratona       | 27ª       | 2h34'21"    | Miglior prestazione personale stagionale |
| 2023 | Giochi panamericani                       | Santiago       | Maratona       | Bronzo    | 2h30'39"    | Miglior prestazione personale stagionale |
| 2024 | Giochi olimpici                           | Parigi         | Maratona       | 56ª       | 2h35'26"    |                                          |

## Altre competizioni internazionali
2013
- alla Maratona di Città del Messico ( Città del Messico) - 2h37'34"

2015
- alla Maratona di Rotterdam ( Rotterdam) - 2h28"12"

2016
- alla Maratona di Nagano ( Nagano) - 2h34'54"
- 8ª alla Maratona di Valencia ( Valencia) - 2h34'56"

2017
- alla Maratona di Città del Messico ( Città del Messico) - 2h36'15"
- alla Mezza maratona di Cobán ( Cobán) - 1h14'08"

2018
- 4ª alla Mezza maratona di Bogotà ( Bogotà) - 1h15'53"
- 11ª alla Maratona di Amsterdam ( Amsterdam) - 2h34'38"

2020
- 6ª alla Maratona di Siviglia ( Siviglia) - 2h27'07"